# Крете (Ардеш)
Крете (фр. Crestet) насеље је и општина у источној Француској у региону Рона-Алпи, у департману Ардеш која припада префектури Турнон сир Рон.
По подацима из 2011. године у општини је живело 535 становника, а густина насељености је износила 53,99 становника/km². Општина се простире на површини од 9,91 km². Налази се на средњој надморској висини од 470 метара (максималној 846 m, а минималној 290 m).

## Демографија
| 1962. | 1968. | 1975. | 1982. | 1990. | 1999. | 2011. |
| ----- | ----- | ----- | ----- | ----- | ----- | ----- |
| 404   | 415   | 405   | 436   | 515   | 510   | 535   |

График промене броја становника у току последњих година